# قصي كمال الدين الأحمدي
قصي كمال الدين داود أحمد الأحمدي، أستاذ جامعي ومهندس مدني عراقي حاصل على شهادة الدكتوراه في الهندسة المدنية.

## الولادة والدراسة
ولد قصي كمال الدين في مدينة الموصل في 29 تموز 1966، وبعد اكماله لدراسته الأولية والثانوية عام 1989 التحق بكلية الهندسة المدنية في جامعة الموصل، وحصل على شهادة بكالوريوس هندسة مدنية في عام 1993، ثم حصل على شهادة ماجستير في عام 1995، من نفس الكلية، واكمل دراستهِ خارج العراق وحصل على شهادة دكتوراه في الهندسة المدنية بتخصص هندسة البيئة من جامعة سانت بطرسبورغ عام 1999، ودرس ما بعد الدكتوراه هندسة البيئة من جامعة شمال تكساس عام 2009، شغل منصب رئيس قسم هندسة البيئة في كلية الهندسة في جامعة الموصل، ومنصب عميد كلية العلوم البيئية في جامعة الموصل وكذلك شغل منصب عميد كلية هندسة النفط والتعدين في جامعة الموصل، وشغل منصب رئيس جامعة الموصل من عام 2019 إلى الآن. وهو عضو في نقابة المهندسين العراقيين، واتحاد المهندسين العرب، وجمعية البيئة الأردنية، وجمعية علماء الأراضي الرطبة في الولايات المتحدة الأميركية.

## الشهادات العلمية
- بكالوروس هندسة مدنية من جامعة الموصل
- ماجستير هندسة مدنية/ هندسة البيئة من جامعة الموصل [1]
- دكتوراه هندسة مدنية/ هندسة البيئة جامعة سانت بطرسبورغ [1]
- ما بعد الدكتوراه هندسة البيئة من جامعة شمال تكساس.[1]

## الخبرة العلمية
1. إعداد أكثر من (200) دراسة تقييم الاثر البيئي لمشاريع صناعية المختلفة في العراق.
2. الاشراف على تشغيل محطة معالجة مياه المطروحات المدنية في منطقة شوراو في كركوك، ٢٠١٥
3. تصميم والاشراف على تنفيذ محطة معالجة الشركة العامة للالبسة الجاهزة في الموصل، ٢٠١٤
4. تصميم والاشراف على تنفيذ محطة معالجة مستشفى الكيارة العام، ٢٠١٤
5. تصميم محطة مياه الشرب لمشروع ماء الجزيرة، ٢٠١٤
6. تصميم محطات معالجة مياه المطروحات في مدن مختلفة مثل برطلة، البعاج، الحضر، ديبكة، ربيعة، ۲۰۱۱ – ۲۰۱۳
7. تصميم محطة معالجة المياه الناتجة عن مدبغة كمال ومدبغة الصاغرجي، ۲۰۱۰
8. تصميم محطة الضخ الرئيسية الكبرى للمجرى الصندوقي في مدينة الموصل، ۲۰۰۸
9. تصميم محطة معالجة مياه المطروحات في مستشفى السلام العام في الموصل، ۲۰۰۸
10. تصميم محطة معالجة مياه المطروحات في مستشفى ابن الأثير للأطفال في الموصل، ۲۰۰۸[1]
11. تصميم محطة معالجة مياه المطروحات في مستشفى الشفاء للحميات في الموصل، ۲۰۰۸[1]
12. تصميم محطة معالجة مياه المطروحات في مستشفى الخنساء في الموصل، ۲۰۰۸[1]
13. تصمیم محطة معالجة مياه المطروحات في مستشفى الموصل العام، ۲۰۰۸[1]
14. تصميم محطة معالجة المياه في شركة الخطوط النفطية الشمالية، ۲۰۰۷
15. تصميم الخط الناقل وشبكة تجهيز المياه في شركة الخطوط النفطية، ۲۰۰۷
16. تصميم والإشراف على تنفيذ مأخذ وشبكة تجهيز المياه في منطقة أسفل (Downstream سد بخمة، ۲۰۰۷[1]
17. تصميم أحواض تخميد المياه في مشروع سد بخمة، ٢٠٠٦
18. تصميم وحدات معالجة المياه الصناعية الناتجة عن مصنع نسيج الموصل، ٢٠٠٦
19. تصميم وحدات معالجة وإعادة استخدام المياه الصناعية في مصانع سمنت بادوش ۳ والبولوسيوس، ٢٠٠٥[1]
20. تصميم وحدات معالجة وإعادة استخدام المياه الصناعية في مصانع سمنت حمام العليل القديم والجديد، ۲۰۰٥[1]
21. تأهيل محطة معالجة المطروحات المدنية السائلة في فندق نينوى أوبروي الدولي، ٢٠٠٤
22. تصميم محطات معالجة مياه المطروحات لـ (4) مصانع لإنتاج المشروبات الغازية في مدينة الموصل، ٢٠٠٤[1]
23. تصميم محطات المعالجة اللازمة لـ (7) مصانع الجزر الدواجن في مدينة الموصل وخارجها، ٢٠٠٤[1]
24. تصميم والإشراف على إعادة تأهيل محطة معاجلة مياه المطروحات في مستشفى السلام في الموصل، ۱۹۹۹[1]
25. تصميم وحدات معالجة مياه أصلات مصغرة للعديد من الصناعات الغذائية في مدينة الموصل وخارجها مثل صناعة الراشي والحلويات وغيرها، ۱۹۹۹[1]
26. تصميم الوحدات اللازمة لمعالجة المياه المستخدمة في تبريد المولدات الكهربائية في محطة كهرباء بيجي الحرارية، ١٩٩٩[1]
27. تصميم محطة مياه المطروحات الصناعية والمدنية الدائجة عن شركة نينوى لإنتاج المواد الغذائية، ١٩٩٩[1]
28. تصميم والإشراف على تنفيذ محطة معالجة مياه المطروحات الصناعية في مصنع أدوية سامراء، ۱۹۹۸[1]
29. تصميم الوحدات اللازمة مع الإشراف على إعادة تأهيل محطة معالجة مياه المطروحات المدنية والصناعية في محطة كهرباء سد الموصل، ۱۹۹۸[1]
30. تصميم والإشراف على تنفيذ محطة معالجة مياه المطروحات الصناعية والمدنية لمصنع أدوية نينوى، ۱۹۹۷[1]

## الأشراف على طلبة الدراسات العليا (الدكتوراه والماجستير والدبلوم العالي)
1. تأثير المولدات الكهربائية المحلية على نوعية الهواء في مناطق مختلفة من مدينة الموصل، رسالة ماجستير، ۲۰۲۱
2. آليات إعادة تأهيل البيئة الداخلية المرشدة للطاقة في الأبنية التعليمية لجامعة الموصل، رسالة ماجستير، ۲۰۲۱
3. استخدام بعض المخلفات الصناعية ومخلفات الهدم والبناء في تحسين بعض الخصائص الهندسية للتربة، رسالة ماجستير، ۲۰۲۰
4. تحفيز سلوك القيادة البيئية نحو تطبيق إدارة المخلفات الصلبة: حالة دراسية في جامعة الموصل، أطروحة دكتوره، ۲۰۲۰
5. قياس مستويات كثافة الطاقة المنبعثة من ابراج الهاتف المحمول في مناطق مختارة من مدينة الموصل، رسالة ماجستير، ۲۰۲۰
6. تقييم نوعية المياه المعبأة وتأثير الخزن عليها، رسالة ماجستير، ۲۰۲۰
7. تقييم التلوث بالأسبستوس في ترب مناطق مختارة من مدينة الموصل، رسالة ماجستير ۲۰۲۰
8. تأثير نسبة التدوير الداخلي على كفاءة إزالة الملوثات من وحدة المعالجة البيولوجية، رسالة ماجستير ۲۰۱۸
9. تصميم شبكة الإسالة ومجاري المياه لفندق سياحي متعدد الطوابق يحتوي على مسبح، مشروع دبلوم عالي، ۲۰۱۸
10. استخدام نظم المعلومات الجغرافية لإدارة أنقاض الأبنية المهدمة في الجانب الأيمن لمدينة الموصل، رسالة ماجستير، ۲۰۱۸
11. تقييم بعض ملوثات نهر دجلة في المنطقة الواقعة ما بين سد الموصل والقيارة، رسالة ماجستير، ۲۰۱۸
12. تلوث حواف الطرق بمجموعة من العناصر الثقيلة، رسالة ماجستير، ۲۰۱۷
13. تأثير تغير بعض الظروف التشغيلية على كفاءة استخدام تقنية التلبيد المغناطيسي المثقل في ازالة العكورة، رسالة ماجستیر، ۲۰۱۷
14. المعالجة المسبقة لمياه الفضلات بالتهوية، رسالة ماجستير، ٢٠١٦
15. قابلية عزل الصوت لمجموعة من المواد الانشائية المستخدمة في العراق، رسالة ماجستير، ٢٠١٦
16. تقييم انتشار الملوثات الهوائية الناتجة عن صناعة السمنت، رسالة ماجستير، ٢٠١٤
17. استخدام طريقة التخثير الكهربائي لإزالة الملوثات في المفاعلات تامة المزج، أطروحة دكتوراه، ٢٠١٤
18. تصمیم منظومة التأسيسات ألمانية لمبنى متعدد الطوابق، مشروع دبلوم عالي، ٢٠١٤
19. تأثير طريقة التغذية والحمل العضوي على استقرارية الحماة المنشطة ذات الجريان السدادي المستمر والمتقطع، رسالة ماجستير، ٢٠١٤
20. تأثیر تغيير كل من التغذية والتهوية المتقطتعين على كفاءة اداء وحدات الحماة المنشطة ذات الجريان القطاعي، رسالة ماجستير، ۲۰۱۳
21. تصميم شبكة إسالة ومجاري لمنطقة سكنية، مشروع دبلوم عالي، ۲۰۱۳
22. تأثير نسبة التدوير والحمل العضوي وحمل المواد العالقة على كفاءة المرشح الحيوي في الوسط البلاستيكي، رسالة ماجستير، ۲۰۱۳
23. تأثیر تغير كل من وقت المكوت الهيدروليكي والنسبة الحجمية للمنطقة اللاهوائية إلى الهوائية على كفاءة أداء وحدات ٢٤. الحماة المنشطة المطورة بنظام بارد فو، رسالة ماجستير، ۲۰۱۲
24. تأثير كل من وقت المكوث الهيدروليكي، الحمل المسلط ودرجة حرارة الماء على كفاءة إزالة الملوثات العضوية والنتروجين والفسفور في برك الأكسدة المغطاة بنباتات عدس الماء، رسالة ماجستير، ۲۰۱۲
25. تصميم محطة إسالة لمنطقة سكنية (60,000) نسمة، مشروع دبلوم عالی، ۲۰۱۲
26. تأثير الفرق بين درجة حرارتي الماء في الحوض والماء الداخل على كفاءة الترسيب ونسبة المرج في أحواض الترسيب المستطيلة الشكل، رسالة ماجستير، ۲۰۱۱
27. تأثیر استخدام الأحواض الانتقائية اللاهوائية على كفاءة أنظمة الحماة المنشطة المستمرة الجريان، رسالة ماجستير، ۲۰۱۰
28. مقارنة بين أسلوبي التهوية المستمرة والتهوية المتقطعة في كفاءة واستمرارية أنظمة الحماة المنشة ذات الجريان المستمر، رسالة ماجستير، ۲۰۱۰
29. مقارنة أداء أنظمة الحماة المنشطة ذات درجات الحرارة المعتدلة والمحبة للحرارة في معالجة مياه فضلات الألبان، رسالة ماجستير، ۲۰۰۹
30. استخدام المرشحات البيولوجية اللاهوائية ذات الجريان نحو الأعلى في معالجة المياه الرمادية المنزلية، رسالة ماجستير، ۲۰۰۸
31. استخدام تقنية المعالجة اللاهوائية الجافة في معالجة النفايات المنزلية الصلبة، رسالة ماجستير، ۲۰۰۸
32. تطوير أداء وحدات الحماة المنشطة باستخدام تقنية النمو الثابت المتكامل، رسالة ماجستير، رسالة ماجستير ، ۲۰۰۷

## البحوث العلمية المنشورة
ألف عدد من المؤلفات والبحوث العلمية ومنها:
- الأحمدي ، قصي كمال الدين عبد القادر ، مي عبد الحافظ والراوي ، أميرة محمود : «تصميم محطة معالجة مياه الصرف الصحي باستخدام جسيمات نانوية من أكسيد التيتانيوم الحيوي»، المجلة الدولية للعلوم الصحية ، المجلد (6)، العدد (1) 2022
- الأحمدي ، قصـي كمال الدين ، عبد القادر ، مي عبد الحافظ والراوي ، أميرة محمود : «تعزيز مقاومة الخرسانة المحضـرة من الأسمنت فائق النعومة عالي الكبريت باستخدام جزيئات أكسيد الحديد النانوية»، المحفوظات البيوكيميائية والخلوية ، المجلد (۲۲)، العدد (۲)، ۲۰۲۲
- الأحمدي ، قصـي كمال الدين ، وطه ، عمر : «تلوث المياه ما بين المصدر والمستخدم النهائي»، المجلة الهندية لعلم البيئة ، المجلد (48)، الإصدار (۱۹)، ۲۰۲۲
- الأحمدي ، قصــــي كمال الدين ، وحامد ، أحمد : تأثير المولدات الكهربائية الكبيرة على نوعية الهواء في مناطق مختلفة ، مدينة الموصل ، العراق "، المجلة الهندية لعلم البيئة ، المجلد (48)، الإصدار (۱۹)، ۲۰۲۲
- الأحمدي ، قصي كمال الدين وطياوي ، أوس نوفل : التقييم البيئي لتلوث التربة بالاسبستوس في مطار الموصل الدولي ، المؤتمر العلمي الثاني : التقنيات الجيومعلوماتية للحد من مخاطر الكوارث ، ٢٦-٢٧ آيار ، ۲۰۲۱
- الأحمدي ، قصي كمال الدين والتمر ، مريم يسار : تقييم مخاطر الانبعاثات من هوائيات الاتصالات المنتقلة (آسياسيل) باستخدام نظم المعلومات الجغرافية دراسة تطبيقية منطقة الدراسة : قطاع الحدياء البلدي في الجانب الأيسر من مدينة الموصل ، المؤتمر العلمي الثاني : التقنيات الجيومعلوماتية للحد من مخاطر الكوارث ، ۲٦-۲۷ آيار ، ۲۰۲۱.
- الأحمدي ، قصي كمال الدين ، أحمد ، رغد ، عبد القادر ، عدي : تأثير تصميم الفتحات على كفاءة استهلاك الطاقة للأبنية التعلمية في جامعة الموصل، مجلة المعاملات الدولية للهندسة والإدارة والعلوم التطبيقية والتقنيات، المجلد (12) العدد (3) 2021
- قصي كمال الدين الأحمدي، وزينة عامر ادريس، وعلي عبد الله : تقييم مقارنة أداء مفاعلات الأغشية البيولوجية في معالجة مطروحات مياه الفضلات المدنية والصناعية، مجلة آثار التلوث والسيطرة عليه، المجلد (8)، الإصدار (5)، العدد (257)، 2020.
- قصي كمال الدين الأحمدي، ومريم يسار التمر: التقييم البيئي لكثافة الطاقة الكهرومغناطيسية المنبعثة من محطات الهاتف المحمول في مدينة الموصل، المجلة الدولية لمراقبة وتحليل البيئة، 2020.
- قصي كمال الدين الأحمدي، وزينة عامر صادق الشريفي، لينا صادق الشريفي، زينب طالب: «المسح الفيزيائي والكيميائي للمياه المعبأة ومياه الصنبور في العراق»، مجلة الهندسة الخضراء، المجلد (11)، العدد (1)، 2020.
- قصي كمال الدين الأحمدي، وأوس نوفل طياوي: التقييم البيئي لتلوث التربة بالاسبيستوس في مطار الموصل الدولي، المجلة الدولية لمراقبة وتحليل البيئة، 2020.
- قصي كمال الدين الأحمدي، ومريم يسار التمر: قياس مستويات كثافة الطاقة المنبعثة من أبراج الهاتف المحمول في مدينة الموصل/ العراق، المجلة الدولية لأبحاث النبات، المجلد (20)، العدد (2)، 2020.
- قصي كمال الدين الأحمدي، وآية أياد التك : كشف التلوث عن الجزيئات البلاستيكية الدقيقة في المياه المعبأة ومياه الصنبور، المجلة الدولية لأبحاث النبات، المجلد (20)، العدد (2)، 2020.
- قصي كمال الدين الأحمدي، أوس نوفل طياوي: تقييم تلوث التربة بالاسبستوس في مدينة الموصل، العراق، المجلة الدولية لأبحاث النبات، المجلد (29)، العدد (2)، 2020.
- قصي كمال الدين الأحمدي، وعمر خير الدين محي الدين وسهيل إدريس خطاب: استخدام بعض المخلفات الصناعية ومخلفات الهدم والبناء في تحسين بعض الخصائص الهندسية للتربة، تطوير هندسة الجيوتكنيك، 2020.
- قصي كمال الدين الأحمدي، علي ذنون يونس وعلاء احمد حسن الجبوري: واقع تطبيق المحفزات السلوكية للقيادة البيئية ضمن أنموذج (Xuejiao, 2016) / حالة دراسية في جامعة الموصل، مجلة تكريت للعلوم الإدارية والاقتصادية، المجلد (52)، 2020[2]
- قصي كمال الدين الأحمدي، وعلي ذنون يونس وعلاء احمد حسن الجبوري: واقع إدارة المخلفات الصلبة في جامعة الموصل دراسة مقارنة بين مجاميع الكليات بالاعتماد على مؤشر (Moreira, 2018)، مجلة تكريت للعلوم الإدارية والاقتصادية، المجلد (51)، 2020.
- قصي كمال الدين الأحمدي، وسارة ضرغام جاسم: استخدام نظم المعلومات الجغرافية لإدارة المراكز الحضرية المنكوبة والحفاظ على المعالم الاثرية/ دراسة تطبيقية: منطقة النبي جرجيس في مدينة الموصل، مؤتمر التراث الجيولوجي والسياحة الجيولوجية واهميتها العلمية والاقتصادية، بغداد، 11-12 تشرين الثاني، 2019.
- قصي كمال الدين الأحمدي، وسارة ضرغام جاسم: تخطيط الأسلوب الأمثل لإدارة رفع الأنقاض في المراكز الحضرية الكبيرة باستخدام نظم المعلومات الجغرافية/ دراسة تطبيقية/ منطقة الدراسة: سوق مدينة الموصل، مجلة كلية التربية الاساسية، المجلد 25، 2019.
- قصي كمال الدين الأحمدي، ويحيى رياض خضر الجماس: «تأثير عمر الأحياء المجهرية ونسية التدوير في كفاءة إزالة المغذيات باستخدام أنظمة باردنفو للمعالجة الحيوية»، المجلة العالمية للبيئة والتغير المناخي، المجلد (7) العدد ()، 2019.
- قصي كمال الدين الأحمدي، ويحيى رياض خضر الجماس: تأثير كل من نسبتي الرجيع والتدوير في كفاءة إزالة الملوثات باستخدام نظام المعالجة الحيوية (باردنفو)، مجلة الاطروحة للعلوم البيئية، العدد (8)، 2018.
- قصي كمال الدين الأحمدي، وسارة ضرغام جاسم: تحديد المسار الأمثل لرفع انقاض منطقة الميدان في الموصل باستخدام نظم المعلومات الجغرافية، مجلة الاطروحة للعلوم البيئية، المجلد (3)، العدد (7)، 2018.
- قصي كمال الدين الأحمدي، وآمنة فارس فرحان: تقليل ملوثات نهر دجلة وتأثيرها على بيئة مدينة الموصل، مجلة المثنى للهندسة والتكنلوجيا، المجلد (6)، العدد (1)، 2018.
- قصي كمال الدين الأحمدي، ومثنى خضر عبد: قابلية العزل الضوضائي لبعض أنواع البلوك الكونكريتي، مجلة تكريت للعلوم الهندسية، المجلد (24)، العدد (2)، 2017.
- قصي كمال الدين الأحمدي، وزهراء محمد يوسف: استخدام التهوية المسبقة لمعالجة عصارة النفايات الصلبة في منطقة كاشي/ دهوك، مجلة تكريت للعلوم الهندسية، المجلد (24) العدد (1)، 2017.
- قصي كمال الدين الأحمدي، وآمنة فارس فرحان: دراسة بعض من ملوثات نهر دجلة وتأثيراتها البيئية في مدينة الموصل"، المؤتمر الدولي الثالث للأبنية والانشاءات والهندسة البيئية، جمهورية مصدر العربية، 23-25 تشرين الأول، 2017.
- قصي كمال الدين الأحمدي، وحسين محسن عبيد: تقييم مستويات التلوث بالدقائق الهوائية في مصنع سمنت بادوش الجديد/ العراق، مجلة هندسة الرافدين، المجلد 23، العدد (3)، 2015.[3]
- قصي كمال الدين الأحمدي، وزينة عامر الشريفي: تأثير تغيير الأحمال العضوية وأحمال النتروجين والفسفور في كفاءة إزالة الملوثات العضوية والمغذيات في برك الأكسدة المغطاة بنباتات عدس الماء، مجلة هندسة الرافدين، المجلد (23)، العدد (1)، 2015[4]
- قصي كمال الدين الأحمدي، وإيناس أحمد الطائي : تأثير التغذية المتقطعة في كفاءة اداء وحدات الحمأة المنشطة ذات المزج القطاعي العاملة بأوقات مكوث هيدروليكية متغيرة، مجلة هندسة الرافدين، المجلد (23)، العدد (1)، 2015[5]
- قصي كمال الدين الأحمدي، وعمار عبد الله السلطان : مقارنة تأثير أسلوبي التهوية المستمرة والتهوية المتقطعة على كفاءة أنظمة الحماة المنشطة ذات التهوية المطولة والجريان المستمر، مجلة الهندسة والتكنلوجيا، المجلد (32)، الإصدار (A) العدد 13، 2014
- قصي كمال الدين الأحمدي، وإيناس سمير الدباغ : تأثير نسبة التدوير والحمل العضوي وحمل المواد الصلبة العالقة على كفاءة المرشح الحيوي ذي الوسط البلاستيكي، مجلة هندسة الرافدين، المجلد (22)، العدد (3)، 2014[6]
- قصي كمال الدين الأحمدي، وزينب علي زناد: باستخدام طريقة نالكوندا (التخثير والترسيب) تحديد الشروط المثلى لإزالة الفلوريد من مياه الشرب ، مجلة هندسة الرافدين، المجلد (22)، العدد (2)، 2014[7]
- قصي كمال الدين الأحمدي، وعبير طالب العبدلي: تأثير تغير وقت المكوث الهيدروليكي والنسبة الحجمية للمنطقة اللاهوائية إلى الهوائية في كفاءة أداء وحدات الحمأة المنشطة المطورة بنظام (باردنفو)، مجلة هندسة الرافدين، المجلد (22)، العدد (1)، 2014[8]
- قصي كمال الدين الأحمدي، ووليد العبد ربه ، وأحمد حماد الدليمي: تأثير طريقة التغذية والحمل العضوي على أنظمة الحمأة المنشطة ذات الجريان القطاعي في إزالة المركبات العضوية، والفوسفات (PO4) والنترات (NO3)، مجلة الدراسات البيئية، المجلد (12)، 2013.
- قصي كمال الدين الأحمدي، وزينة عامر الشريفي : تأثير تغيير وقت المكوث الهيدروليكي ودرجة حرارة الماء في كفاءة إزالة الملوثات العضوية وقيمة الرقم الهيدروجيني وتركيز الأوكسجين المذاب في برك الأكسدة المغطاة بنباتات عدس الماء"، المؤتمر العلمي الهندسي الثاني، 19-21 تشرين الثاني / كلية الهندسة / جامعة الموصل، 2013.
- قصي كمال الدين الأحمدي، وإيناس سمير الدباغ : تأثير تغير حمل المواد النيتروجينية والفسفور ونسبة التدوير في كفاءة المرشحات الحيوية ذات الوسط البلاستيكي بإزالة المغذيات، المؤتمر العلمي الهندسي الثاني، 19-21 تشرين الثاني / كلية الهندسة / جامعة الموصل، 2013.
- قصي كمال الدين الأحمدي، وحنان حقي إسماعيل : تأثير استخدام الأحواض الانتقائية اللاهوائية على كفاءة أنظمة الحماة المنشطة المستمرة الجريان، مجلة هندسة الرافدين، المجلد (21)، العدد (6)، 2013.[9]
- قصي كمال الدين الأحمدي، وزينة عامر الشريفي : تأثير تغيير وقت المكوث الهيدروليكي ودرجة حرارة الماء في إزالة الملوثات العضوية والمغذيات في برك الأكسدة المغطاة بنباتات عدس الماء، مجلة هندسة الرافدين، المجلد (21)، العدد (5)، 2013[10]
- قصي كمال الدين الأحمدي، ومحمد سمير غانم : مقارنة أداء أنظمة الحماة المنشطة ذات الحرارة المعتدلة والمحبة للحرارة في معالجة مطروحات مياه الألبان، مجلة الهندسة والتكنلوجيا، المجلد (31)، العدد (2)، 2013
- قصي كمال الدين الأحمدي واتكنسون سام وستيفنتس كيفن: تأثير كل من أوقات التعويق، عمر النبات وعمق الماء على كفاءة أداء أنظمة المعالجة البيولوجية المغطاة بنبات عدس الماء، مجلة هندسة البيئة، الولايات المتحدة الأمريكية، المجلد (139)، العدد (2)، 2013
- قصي كمال الدين الأحمدي: مقارنة بين نظامي الحمأة المنشطة ذو الجريان المستمر وذو التشغيل بالجرعة المتتابعة من حيث نوعية الماء الناتج وخصائص الحمأة، مجلة جامعة دهوك، المجلد (15) العدد (1)، 2012.
- قصي كمال الدين الأحمدي، وزينة فخري الهاشمي: تأثير نوع الفضلات على سرعة استهلاك الأوكسجين في مفاعلات المعالجة البيولوجية ذات التشغيل الجرعي، مجلة جامعة دهوك، المجلد (15) العدد (1)، 2012
- قصي كمال الدين الأحمدي، ورؤى مظفر يونس: تأثير نسبة المزج ودرجة حرارة التشغيل على كفاءة الإزالة ومستوى إنتاج الغاز في مفاعلات المعالجة البيولوجية اللاهوائية الجافة (DRANCO) المستخدمة في معالجة النفايات المنزلية الصلبة، مجلة هندسة الرافدين، المجلد (20)، العدد (5)، 2011[11]
- قصي كمال الدين الأحمدي: حساب ونمذجة معامل الاستهلاك المنزلي للمياه في مدينة الموصل، مجلة الدراسات البيئية، المجلد (6) العدد (5)، 2011
- قصي كمال الدين الأحمدي: اشتقاق موديل رياضي لحساب معامل انتقال الأوكسجين الكتلي في أنظمة المعالجة ذات التهوية بالهواء المضغوط، مجلة هندسة الرافدين، المجلد (19)، العدد (4)، 2011[12]
- قصي كمال الدين الأحمدي، ونادية أفرام يعقوب: كفاءة استخدام المرشح البيولوجي اللاهوائي ذو المرحلة الواحدة والمرشح ذو المرحلتين في معالجة المياه الرمادية المنزلية، مجلة هندسة الرافدين، المجلد (19)، العدد (5)، 2011[13]
- قصي كمال الدين الأحمدي، وأحمد ياسين شهاب: استخدام أنظمة النمو الملتصق المدمج داخل أحواض الحماة المنشطة لزيادة الأحمال الهيدروليكية وتحسين خصائص الترسيب في وحدات الحماة المنشطة، مجلة تكريت للعلوم الهندسية، المجلد (18)، العدد (1) 2011.
- قصي كمال الدين الأحمدي، وعمار ثامر حمد: تحليل والسيطرة على الضوضاء الناتج عن المولدات المتنقلة، المؤتمر العلمي الأول لمركز بحوث البيئة والسيطرة على التلوث، حزيران 5-6، 2007.
- قصي كمال الدين الأحمدي، وليث العناز ومصعب التمر: تحليل وتقييم التلوث بالضوضاء داخل المكتبات، المؤتمر العلمي الأول لمركز بحوث البيئة والسيطرة على التلوث، حزيران 5-6، 2007.
- قصي كمال الدين الأحمدي: تحليل أداء أجهزة التهوية غير السطحية في نقل الأوكسجين، مجلة هندسة الرافدين، المجلد (14)، العدد (3)، 2006.[14]
- قصي كمال الدين الأحمدي: دراسة طبيعة الفضلات الصناعية وإمكانية إعادة تدوير المياه الناتجة عن مصنع سمنت حمام العليل الجديد، مجلة هندسة الرافدين، المجلد (14) العدد (4)، 2006[15]
- الأحمدي، قصي كمال الدين: تحليل سلوك انتقال الاوكسجين في انظمة التهوية تحت السطحية، المجلة العالمية لبحوث البيئة والصحة العامة، سويسرا، المجلد (3)، العدد (3)، 2006.
- قصي كمال الدين الأحمدي: تأثير زيادة تصريف الهواء وانغمار الناشرات على كفاءة انتقال الأوكسجين المذاب في وحدات الحماة المنشطة ذات التهوية بالهواء المضغوط، مجلة هندسة الرافدين، المجلد (14)، العدد (1)، 2006.[16]
- قصي كمال الدين الأحمدي: تأثير زيادة الأحمال العضوية على استقرارية أنظمة المعالجة البيولوجية باستخدام المبادلات الدوارة، المجلة العالمية لبحوث البيئة والصحة العامة، سويسرا، المجلد (2)، العدد (3)، 2005.
- قصي كمال الدين الأحمدي، ويوري فيفانوف: تطوير الملامسات البيولوجية الدوارة، المؤتمر العلمي الحادي والستون لجامعة سانت بطرسبرغ الحكومية للهندسة المدنية والعمارة ، روسيا، 2004.
- قصي كمال الدين الأحمدي، ويوري فيفانوف: اشتقاق موديل رياضي لتمثيل عملية معالجة مياه الفضلات باستخدام وحدات الملامسات البيولوجية الدوارة، المؤتمر العلمي الستون لجامعة سانت بطرسبرغ الحكومية للهندسة المدنية والعمارة ، روسيا، 2003.
- قصي كمال الدين الأحمدي، ويوري فيفانوف: مشاكل ومعوقات معالجة مياه الفضلات المدنية باستخدام الملامسات البيولوجية الدوارة، المؤتمر العلمي العالمي التقني السادس والخمسون للعلماء الشباب، روسيا، 2003.
- قصي كمال الدين الأحمدي، ويوري فيفانوف: تطوير ومكاملة استخدام الملامسات البيولوجية الدوارة في معالجة مياه الفضلات المدنية، المؤتمر العلمي العالمي لإعادة إعمار مدينة سانت بطرسبرغ، روسيا، 2003.
- قصي كمال الدين الأحمدي، ويوري فيفانوف: كفاءة انتقال الأوكسجين في وحدات الملامسات البيولوجية الدوارة، المؤتمر العلمي التاسع والخمسون لجامعة سانت بطرسبرغ الحكومية للهندسة المدنية والعمارة، سانت بطرسبرغ، روسيا، 2002.
- قصي كمال الدين الأحمدي، ويوري فيفانوف: طرق استخدام وحدات الملامسة البيولوجية الدوارة في معالجة مياه الفضلات، المؤتمر العلمي التاسع والخمسون لجامعة سانت بطرسبرغ الحكومية للهندسة المدنية والعمارة، سانت بطرسبرغ، روسيا، 2002.
- قصي كمال الدين الأحمدي، ويوري فيفانوف: معالجة مياه الفضلات المدنية في العراق، المؤتمر العلمي الثامن والخمسون لجامعة سانت بطرسبرغ الحكومية للهندسة المدنية والعمارة، سانت بطرسبرغ، روسيا، 2001.
- قصي كمال الدين الأحمدي، وناطق قصاب باشي: استخدام قنوات الأكسدة في معالجة المطروحات الصناعية، وقائع المؤتمر الأول للري بغداد – العراق 1996.
- قصي كمال الدين الأحمدي، وناطق فصاب لاشي: تقييم كفاءة أداء قنوات الأكسدة ذات وحدات الترويق الداخلي في معالجة مطروحات معمل الألبان، مجلة هندسة الرافدين، المجلد (3) العدد (4)، 1996.